# Supermassereicher Stern
Supermassereiche Sterne (auch supermassive Sterne, nach engl. supermassive stars) waren hypothetische Sterne mit einer Masse in der Größenordnung von 100.000 Sonnenmassen in der Frühphase des Universums. Ihr Kollaps liefert aktuell die einzige befriedigende Erklärung für die Entstehung supermassereicher Schwarzer Löcher (bis zu 109 Sonnenmassen) bereits einige 100 Millionen Jahre nach dem Urknall; solche supermassereichen Schwarzen Löcher lassen sich bereits bei einer Rotverschiebung von z >7 nachweisen.

## Entstehung supermassereicher Schwarzer Löcher
Supermassereiche schwarze Löcher in den Kernen von Galaxien führen zu den diversen Ausprägungen aktiver galaktischer Kerne als Quasar, Blazar, Seyfertgalaxie usw. Die Wirkungen aktiver galaktischer Kerne auf ihre Umgebung sind in der Frühphase des Universums bei einem Alter von weniger als einer Milliarde Jahre nachgewiesen worden. Dies ist aus theoretischer Sicht ein Problem, weil stellare Schwarze Löcher mit 100 Sonnenmassen in diesem relativ kurzen Zeitraum nicht soviel Masse per Akkretion aufgebaut haben können; die Akkretionsrate ist nämlich über die Eddington-Grenze limitiert.
Dagegen könnten supermassereiche Sterne nach ihrem Gravitationskollaps eine wesentlich höhere Akkretionsrate haben. Daher sind sie die bevorzugte Hypothese für die schnelle Entstehung supermassereicher schwarzer Löcher.
Weitere Hypothesen zur Entstehung supermassereicher schwarzer Löcher, wie der direkte Kollaps einer Gaswolke in ein schwarzes Loch und damit zu einem Quasi-Stern, der Kollaps von Sternhaufen sowie Haufen aus schwarzen Löchern, werden aufgrund theoretischer Überlegungen überwiegend verworfen.

## Besondere Bedingungen in der Frühphase des Kosmos
Im lokalen Universum sind keine Sterne mit mehr als einigen hundert Sonnenmassen nachweisbar. Der Unterschied wird auf die besonderen Bedingungen in der Frühphase des Kosmos zurückgeführt:
- Die geringe Metallizität in Kombination mit einer Gastemperatur von 10.000 Kelvin erlaubte die Entstehung supermassereicher Sterne ohne eine Fragmentierung des Protosterns.
- Ebenfalls aufgrund der geringen Metallizität bildeten sich keine Sternwinde, die im lokalen Universum Sterne mit mehr als 100 Sonnenmassen wieder auseinandertreiben. Außerdem gab es keine Pulsationsinstabilitäten.
- Aufgrund einer hohen Akkretionsrate rotierte der Protostern mit großer Geschwindigkeit. Die daraus resultierende Zentrifugalkraft führte zu einer Vermeidung des Gravitationskollaps und zu einer ständigen Zufuhr frischen Materials in den Kern, der deshalb länger mittels thermonuklearer Reaktionen Energie erzeugen und den Kollaps unterbinden konnte.

## Beobachtung von supermassereichen Sternen
Simulationen supermassereicher Sterne haben ergeben, dass diese überraschend kühl bei 6000 bis 8000 Kelvin sein müssten. Hierdurch und aufgrund ihrer enormen Größe müssten sie für zukünftige Teleskope wie das James-Webb-Weltraumteleskop im Infrarotbereich beobachtbar sein.